# يوليسيس إس. غرانت الثالث
يوليسيس إس. غرانت الثالث (بالإنجليزية: Ulysses S. Grant III)‏ هو دبلوماسي أمريكي، ولد في 4 يوليو 1881 في شيكاغو في الولايات المتحدة، وتوفي في 29 أغسطس 1968 في كلينتون في الولايات المتحدة.